# Geroda (Baviera)
Geroda è un comune tedesco di 932 abitanti, situato nel land della Baviera.